# Vladimir Belusov
Vladimir Pavlovitj Belusov (ryska: Владимир Павлович Белоусов) född 14 juli 1946 i Vsevolozjsk, är en sovjetisk tidigare backhoppare som representerade Sovjetunionen internationellt och SKA Leningrad oblast på hemmaplan.

## Karriär
Vladimir Belusov deltog i olympiska vinterspelen 1968 i Grenoble i Frankrike. Året innan hade han kommit på 16:e plats i sovjetiska mästerskapen. I normalbacken (Le Claret i Autrans, då med K-punkt 70 meter) blev han nummer åtta, 9,0 poäng efter segraren Jiří Raška från Tjeckoslovakien. Veckan efter i stora backen (Dauphine i Saint-Nizier-du-Moucherotte i Isere, den gången K90) vann Belusov överraskande och övertygande. Han hade bästa hoppet i båda omgångarna och vann guldmedaljen 1,9 poäng före Jiří Raška och 7,0 poäng före bronsmedaljören Lars Grini från Norge.
En månad efter OS-1968 i Grenoble vann Belusov Holmenkollrennet i Oslo. Han vann före den stora hemmafovoriten, Bjørn Wirkola som nyss hade vunnit backhopparveckan två år i rad (tillsammans vann han tre år i rad) och som vann dubbelt i Holmenkollen under VM två år tidigare. 
Belusov tävlade säsongen 1968/1969 i tysk-österrikiska backhopparveckan. Hans bästa deltävling var i Olympiabacken i Garmisch-Partenkirchen där han blev nummer 4. Sammanlagt blev han nummer 6. Han deltog också i backhopparveckan säsongen 1969/1970. Han blev då nummer 3 i deltävlingen i Garmisch-Partenkirchen, men placerade sig inte bland de tio bästa sammanlagt.
Vladimir Belusov deltog i Skid-VM 1970 som ägde rum i Vysoké Tatry i det dåvarande Tjeckoslovakien. Han deltog i tävlingen i normalbacken där han blev nummer 6, 8,8 poäng efter landsmannen Garij Napalkov, som även vann i stora backen.
En månad senare, i Holmenkollen, vann Belusov dock, före dubbel-världsmästaren Garij Napalkov. Belusov avslutade då sin aktiva idrottskarriär, men fortsatte inom idrotten. Han utbildade sig som tränare vid militärinstitutet i Sankt Petersburg och var från 1978 verksam som tränare.